# St. Salvator (Gemeinde Friesach)
St. Salvator ist eine Ortschaft in der Gemeinde Friesach im Bezirk Sankt Veit an der Glan in Kärnten (Österreich). Die Ortschaft hat 523 Einwohner (Stand 1. Jänner 2024). Sie liegt auf dem Gebiet der Katastralgemeinde St. Salvator.

## Lage
St. Salvator liegt nordwestlich von Friesach am Eingang des Metnitztales.
Im Ort werden folgende Hofnamen verwendet: Hammerhaus (Hammerhausweg Nr. 2), Anrescherkeusche (Florianiweg Nr. 2).

## Geschichte
Der Silbererzabbau sowie die eisenverarbeitende Industrie in St. Salvator waren über Jahrhunderte ein bedeutender Wirtschaftsfaktor in der Region. Ein Eisenhammerwerk ist für das Jahr 1497 nachweisbar. Das Bistum Gurk betrieb hier mindestens seit 1641 einen Stuckofen, eine frühe Variante eines Hochofens. Zwischen 1760 und 1770 wurde dieser durch einen Floßofen ersetzt, der einen kontinuierlichen Schmelzbetrieb erlaubte und bis 1869 in Betrieb war.
Auf dem Gebiet der Steuergemeinde St. Salvator liegend, gehörte St. Salvator in der ersten Hälfte des 19. Jahrhunderts zum Steuerbezirk Dürnstein. Bei Gründung der Ortsgemeinden in Verbindung mit den Verwaltungsreformen Mitte des 19. Jahrhunderts wurde das Dorf Hauptort der Gemeinde St. Salvator. Im Zuge einer Gemeindestrukturreform wurde die Gemeinde St. Salvator mit Jahresende 1972 aufgelöst, seither gehört der Ort zur Gemeinde Friesach.

## Wirtschaft und Infrastruktur

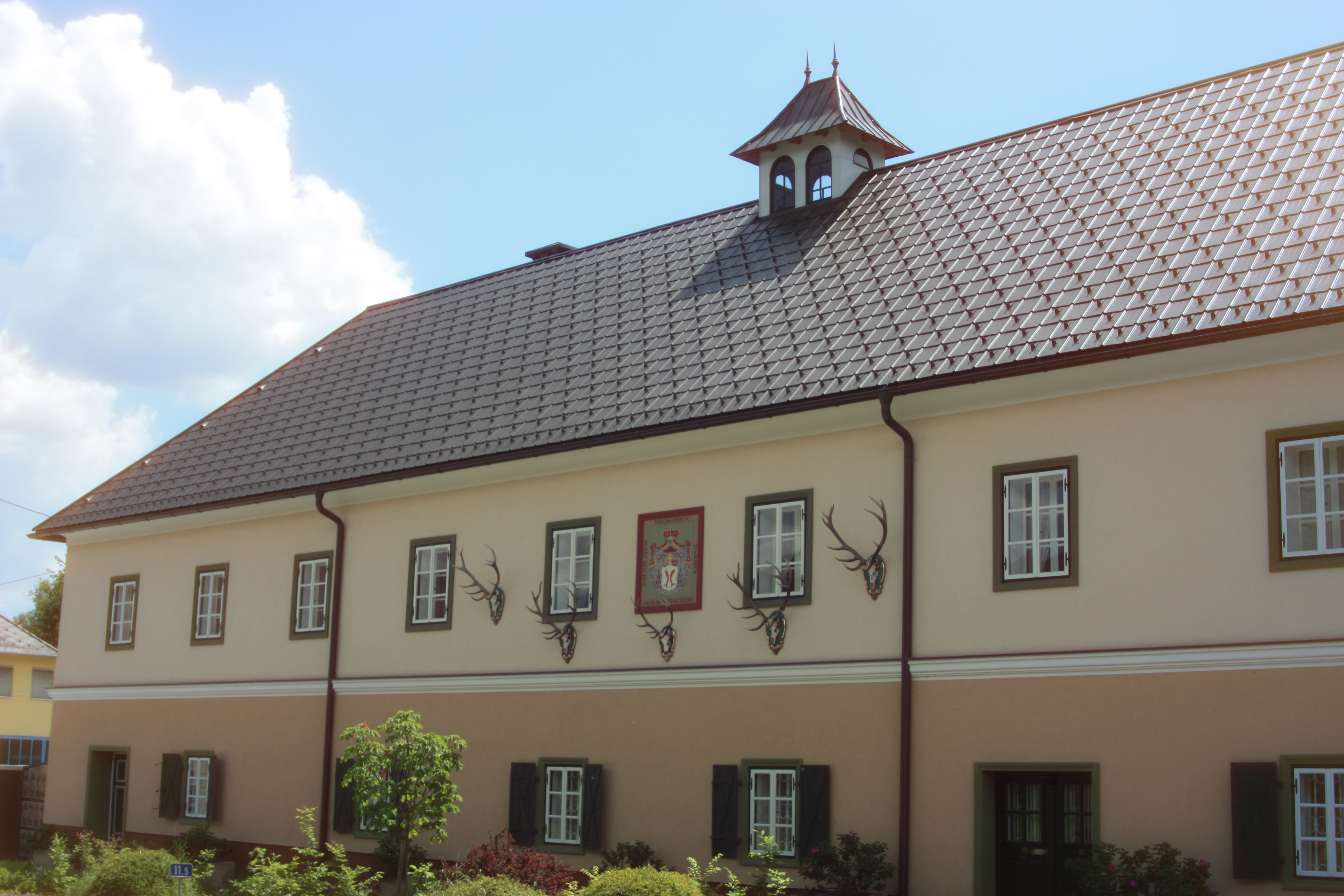
Ehemaliges Bischöfliches Jagdhaus

In einem restaurierten Stadel, das an das Hotel „Das Salvator“ angeschlossen ist, befindet sich das Gerhard Porsche Museum. Gerhard Porsche ließ auch das ehemalige bischöfliche Jagdschloss renovieren und hat den alten Gasthof Seppenbauer in ein hochwertiges Landhotel ausgebaut.

## Bevölkerungsentwicklung
Für die Ortschaft ermittelte man folgende Einwohnerzahlen:
- 1869: 32 Häuser, 215 Einwohner[2]
- 1880: 29 Häuser, 209 Einwohner[3]
- 1890: 28 Häuser, 223 Einwohner[4]
- 1900: 31 Häuser, 201 Einwohner[5]
- 1910: 32 Häuser, 259 Einwohner[6]
- 1923: 35 Häuser, 252 Einwohner[7]
- 1934: 255 Einwohner[8]
- 1961: 70 Häuser, 423 Einwohner (davon 3 Baracken mit 15 Einwohnern)[9]
- 2001: 149 Gebäude (davon 135 mit Hauptwohnsitz) mit 231 Wohnungen; 629 Einwohner und 23 Nebenwohnsitzfälle; 222 Haushalte; 16 Arbeitsstätten, 15 land- und forstwirtschaftliche Betriebe[10]
- 2011: 172 Gebäude, 544 Einwohner, 225 Haushalte, 16 Arbeitsstätten[11]
- 2021: 184 Gebäude, 530 Einwohner, 230 Haushalte, 28 Arbeitsstätten[12]

## Bauwerke

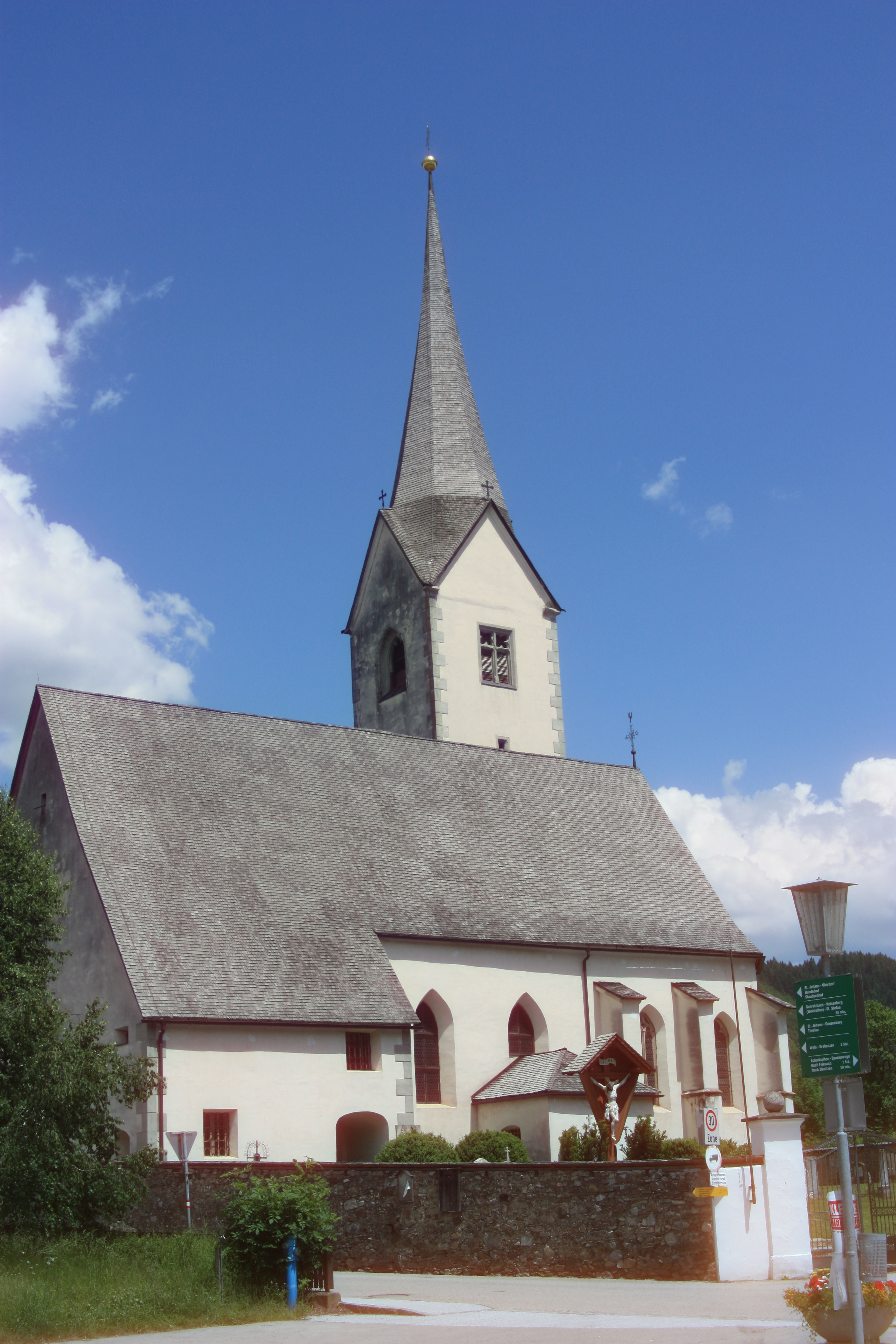

Die Pfarrkirche St. Salvator wurde zwischen 1123 und 1130 erstmals urkundlich erwähnt, als Pfarre wird St. Salvator erstmals 1285 genannt. Das heutige Kirchengebäude ist eine spätgotische Saalkirche des 15. und frühen 16. Jahrhunderts.